# جغرافیای ایالت تنسی

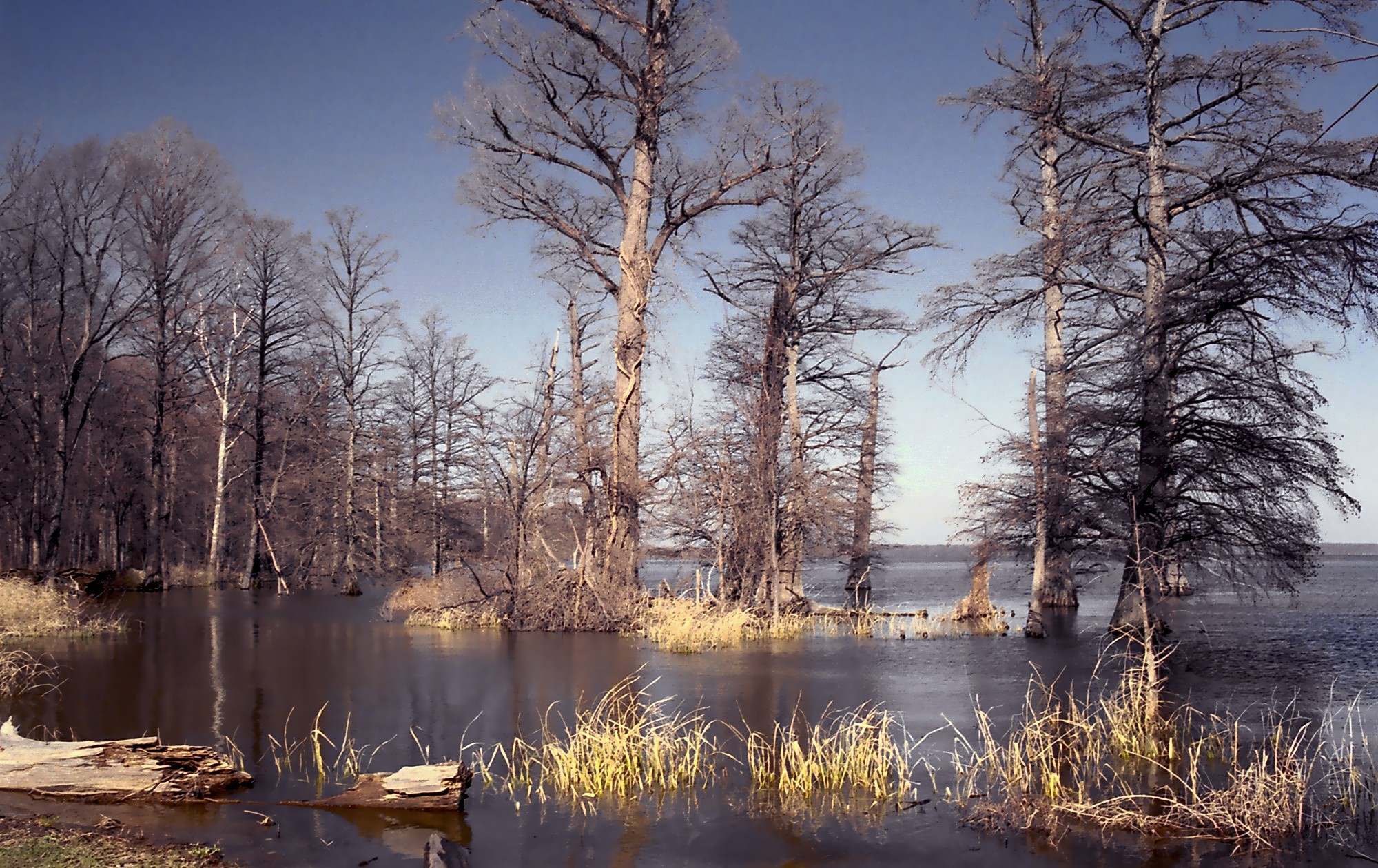
دریاچه ریلفوت در شمال غربی تنسی توسط زمین لرزه‌های ۱۸۱۱–۱۸۱۲ نیومادرید شکل گرفت.

تنسی ایالتی است که در منطقه جنوب شرقی ایالات متحده واقع شده‌است. با هشت ایالت هم‌مرز است: کنتاکی در شمال، ویرجینیا در شمال شرقی، کارولینای شمالی در شرق، جورجیا، آلاباما و می‌سی‌سی‌پی در جنوب، آرکانزاس در غرب، و میزوری در شمال غربی.
ایالت تنسی دارای جغرافیای متنوعی با چهار منطقه متمایز است: کوهستان بلو ریج در شرق، فلات آپالاچی در وسط، حاشیه هایلند در غرب فلات، و حوضه مرکزی یا حوضه نشویل در غرب.
کوه‌های بلو ریج ناهموارترین و کوهستانی‌ترین منطقه ایالت هستند. آنها با قله‌های مرتفع، دره‌های عمیق و جنگل‌های انبوه مشخص می‌شوند. بلندترین نقطه این ایالت، گنبد کلینگمن، در کوه‌های بلو ریج قرار دارد.
فلات آپالاچی منطقه ای تپه ای و ناهموار است که با صخره‌های ماسه سنگی و دره‌های باریک مشخص می‌شود. همچنین به عنوان فلات کامبرلند در تنسی شناخته می‌شود و چندین پارک ایالتی مانند پارک ملی تاریخی کامبرلند گپ، پارک ایالتی فال کریک فالز و منطقه طبیعی خلیج ساویج را در خود جای داده‌است.
حاشیه هایلند منطقه ای از تپه‌های غلتان است که حوضه مرکزی را احاطه کرده‌است. منطقه ای از زمین‌های کشاورزی، جنگل‌ها و شهرهای کوچک است.
حوضه مرکزی یا حوضه نشویل یک منطقه مسطح و حاصلخیز در نیمه غربی ایالت است که شامل شهرهای نشویل، مورفریزبورو و فرانکلین است. رودخانه کامبرلند از این منطقه می‌گذرد و آن را به یک مرکز حمل و نقل کلیدی تبدیل می‌کند.
تنسی همچنین چندین آبراه مهم دارد، از جمله رودخانه می‌سی‌سی‌پی که مرز غربی آن را تشکیل می‌دهد و رودخانه تنسی که از قسمت شرقی این ایالت می‌گذرد. این ایالت دارای آب و هوای نیمه گرمسیری مرطوب با تابستان‌های گرم و زمستان‌های معتدل است.